# Xi’an Jiaotong-Liverpool University
A Xi’an Jiaotong-Liverpool University (em Chinês 西交利物浦大学|p=Xī’ān Jiāotōng Lìwùpǔ Dàxúe, brève: XJTLU}}) é uma universidade sino-britânica fundada em 2006 em Suzhou na província Jiangsu na República Popular da China. A língua de ensino é o inglês.

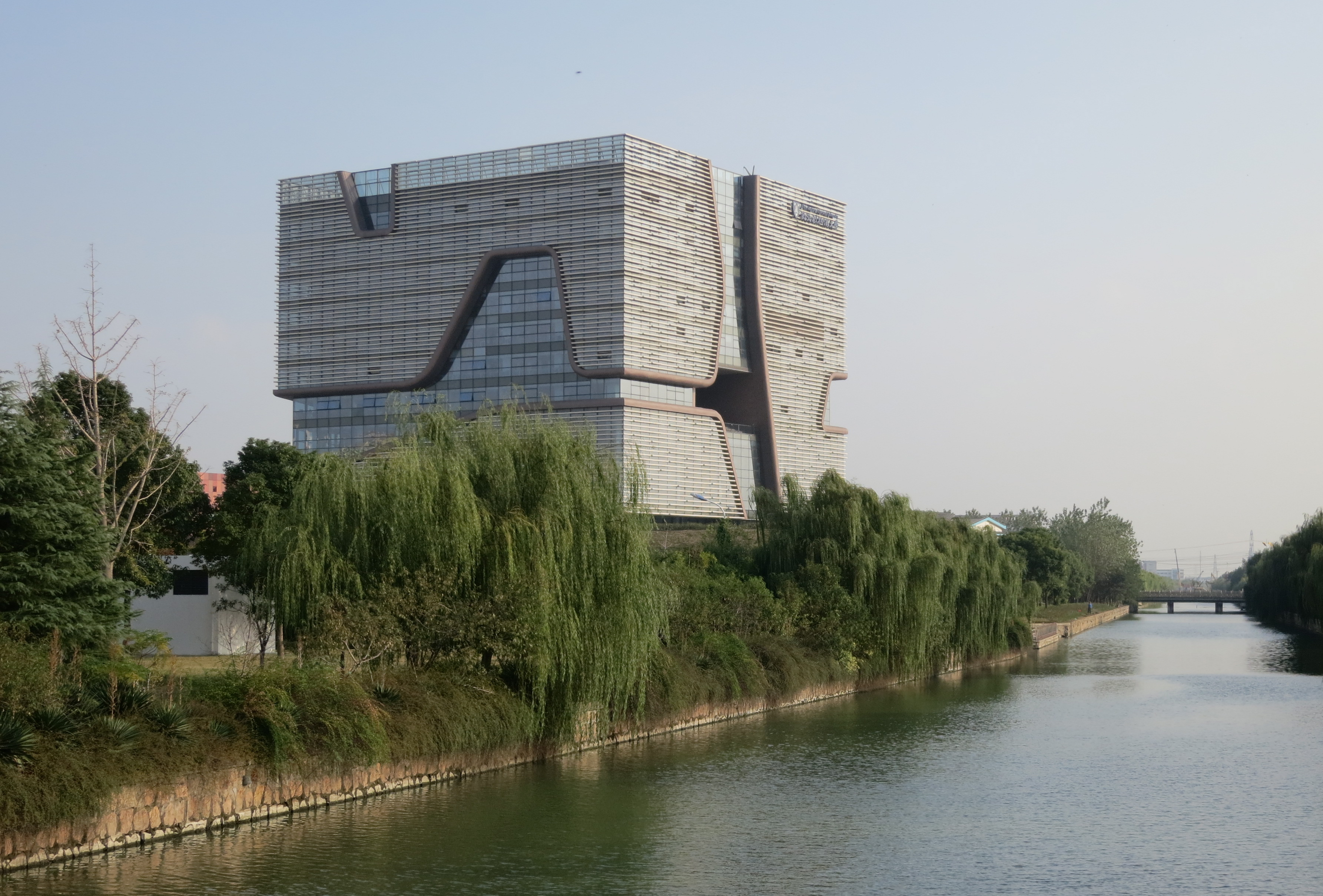
Administration and Information Center da universidade, Arquitectos: Aedas